# Ennio Ricciardi
Ennio Ricciardi Catalano, artísticamente Ennio Ricciardi, es un actor y modelo italiano, nacionalizado mexicano Debutó como actor en varios episodios de la miniserie Lo que callamos las mujeres.

## Carrera
De padres italianos, nació en Nápoles, Italia. Estudia Bancaria, en la ciudad de Nápoles. Luego le dieron su primera oportunidad en el teatro y comienza a actuar en 3 obras musicales. Ennio Ricciardi, decide darse oportunidad en el cine, pero al estar en la audición, no pasa.
Sigue apareciendo en musicales, hasta que viaja a México, donde estudia en el Centro de Formación Artística de Azteca. TV Azteca, dio una oportunidad a Ricciardi, y comienza con un episodio en la teleserie Lo que callamos las mujeres, serie basada en hechos de la vida real, sigue apareciendo en varios episodios e incluso 1 episodio fue un personaje principal.
En el 2013, fue contratado por la cadena Telemundo, para una aparición juvenil en su proyecto La patrona, donde interpretó a Maximiliano Suárez Mogollón, en la telenovela era hermano de Gabriela (Aracely Arambula), hijo de Francisca (Geraldine Zinat) y de Tomás (Javier Díaz-Dueñas), mantenía una relación con Valentina (Bárbara Singer), Antonia Guerra (Christian Bach), le guardaba mucho rencor por ser hermano de Gabriela. En el capítulo 95 de la trama, Max muere en un mortal accidente de tráfico junto a Valentina, causado por Antonia Guerra.
Para el 2014, debutará en una película, la cual está iniciando el rodaje.

## Filmografía
- La patrona (2013) - Maximiliano Suárez
- Lo que callamos las mujeres (2005-) - varios episodios

## Películas
- Próximamente

## Teatro
- Obras musicales en Italia (Varias)